# John Van Boxmeer
John Van Boxmeer (* 20. November 1952 in Petrolia, Ontario) ist ein ehemaliger kanadischer Eishockeyspieler und seit 1984 als Trainer aktiv.

## Karriere als Spieler
John van Boxmeer begann seine Karriere 1972 bei den Nova Scotia Voyageurs in der nordamerikanischen American Hockey League. Beim NHL Amateur Draft 1972 wählten ihn die Montréal Canadiens in der ersten Runde an 14. Position aus. Ab 1973 kam er dann zu Einsätzen bei den Canadiens in der National Hockey League und gewann in der Saison 1975/76 den Stanley Cup. Allerdings wurde er nicht auf der Trophäe verewigt, obwohl er mehr als die Hälfte der Spiele der regulären Saison absolviert hatte.
Im Anschluss wechselte er zu den Colorado Rockies und 1979 zu den Buffalo Sabres. Ab 1983 spielte Van Boxmeer einige Spiele bei den Québec Nordiques in der NHL, anschließend bei den Fredericton Express und den Rochester Americans in der AHL.
Insgesamt spielte Van Boxmeer 588 Spiele in der NHL und 213 in der AHL.

## Karriere als Trainer
Ab der Saison 1984/85 war Van Boxmeer Trainer bei den Rochester Americans und gewann in der Saison 1986/87 die AHL-Meisterschaft, den Calder Cup. Von 1990 bis 1992 trainierte er als Assistenzcoach die Buffalo Sabres, kehrte jedoch 1993 wieder als Trainer zu den Rochester Americans zurück. Ab 1995 stand er als Trainer bei den Los Angeles Ice Dogs, sowie anschließend bei deren Nachfolgeteam, den Long Beach Ice Dogs, in der International Hockey League unter Vertrag. In den Saisons 2003/2004 und 2005/2006 war Van Boxmeer Assistenztrainer bei den Los Angeles Kings.
Ab der Saison 2006/07 war er Cheftrainer des SC Bern und führte das Team in dieser Saison bereits in das Play-off-Finale.
In der Saison 2007/08 schlossen John Van Boxmeer und sein Team mit 111 Punkten (22 Punkte Vorsprung auf den HC Servette Genève) und einer Tordifferenz von +75 die Qualifikation auf dem ersten Rang ab. In den Playoffs wussten sie jedoch nicht mehr zu überzeugen und schieden im Viertelfinale gegen Fribourg-Gottéron aus.
Am 1. August 2008 erlitt John Van Boxmeer einen Herzinfarkt. Er kehrte knapp einen Monat später als Trainer des SC Bern an die Bande zurück und coachte das Team zum Auftakt der Saison 2008/09. Nach der gewonnenen Qualifikation erfolgte für den SC Bern das Ausscheiden im Playoff-Viertelfinal gegen den EV Zug. In der Folge wurde John Van Boxmeer seines Amtes enthoben. Ab der Saison 2009/10 arbeitete Van Boxmeer als Trainer beim Lausanne HC. Die Mannschaft wurde B-Meister 2010, verpasste jedoch den Aufstieg in die National League A gegen den EHC Biel. Im Oktober 2012 wurde er nach einer unbefriedigenden Zwischenbilanz – der Lausanne HC belegte lediglich Rang sechs nach 14 Saisonspielen – per sofort entlassen.

## Erfolge und Auszeichnungen
- 1972 OJHL First All-Star Team
- 1982 Bronzemedaille bei der Weltmeisterschaft
- 1987 Calder-Cup-Gewinn mit den Rochester Americans
- 1997 Commissioner’s Trophy